# Rubén Garabaya Arenas
Rubén Garabaya Arenas (Avilés, 15 de setembre de 1978) és un jugador d'handbol asturià. Juga en la posició de pivot al CB Logroño de la lliga ASOBAL. És internacional amb la selecció d'handbol d'Espanya, amb la qual va jugar el campionat mundial de 2005 a Tunísia i el campionat d'Alemanya 2007. Mesura 2,02 metres i pesa 107.

## Carrera esportiva

### Trajectòria per clubs
| Temporades             | Club               | Lliga  | País    |
| ---------------------- | ------------------ | ------ | ------- |
| 1997/1998 - 1998/1999  | Caja España Ademar | ASOBAL | Espanya |
| 1999/2000 - 2000/2001  | CB Cangas          | ASOBAL | Espanya |
| 2002/2003 - 2006/2007  | CB Valladolid      | ASOBAL | Espanya |
| 2007/2008 - 2009/2010  | FC Barcelona       | ASOBAL | Espanya |
| 2010/2011 - actualitat | CB Logroño         | ASOBAL | Espanya |

Títols
- 4 Copes del Rei: 2004-2005, 2005-2006, 2008-2009, 2009-2010.
- 3 Copes ASOBAL: 1998-1999, 2002-2003, 2009-2010.
- 1 Recopa d'Europa: 1998-1999.

### Trajectòria amb la selecció
Va participar, als 29 anys, en els Jocs Olímpics d'Estiu de 2008 realitzats a Pequín (República Popular de la Xina), on va aconseguir guanyar la medalla de bronze en guanyar el partit pel tercer lloc davant la selecció croata amb la selecció espanyola d'handbol.
Al llarg de la seva carrera ha guanyat una medalla d'or en el Campionat Mundial d'Handbol i una altra en els Jocs del Mediterrani, així com una medalla de plata en el Campionat d'Europa.